# Playa de San Juan (Alicante)
La playa de San Juan es una playa situada en el término municipal de la ciudad española de Alicante. Esta playa es una de las más conocidas de la capital alicantina. También es el nombre de un barrio residencial situado justo detrás y en sus proximidades.

## Localización
En esta línea de costa hay una única playa de 6200 m de longitud, antiguamente conocida como Platja de l'Horta, pero que está administrativamente dividida en dos. La parte de Alicante ya mencionada antes, de 2900 m de largo, y la parte del municipio anexo de Campello con los 3300 m restantes y que recibe el nombre de playa de Muchavista. Dicho topónimo está derivado de una antigua casilla de carabineros que había en esa zona y que era conocida como la «Casilla de Mucha Vista».
Este arenal está situado a unos siete kilómetros al noreste del centro de la ciudad. La playa completa se extiende desde el cabo de la Huerta, en su extremo sur, hasta el Rincón de la Zofra al norte, en el término municipal de Campello.

## Playa

### Antecedentes
Hasta finales del siglo XIX, Campello era una partida rural dentro del municipio de Alicante. Sin embargo, en el año 1898 solicitaron segregarse de la capital. Cuando en 1901 se generó el nuevo ayuntamiento, la línea divisoria resultante cortó en dos la playa existente. Los lindes quedaron reflejados de inicio en un acta realizada a finales del año 1909. 

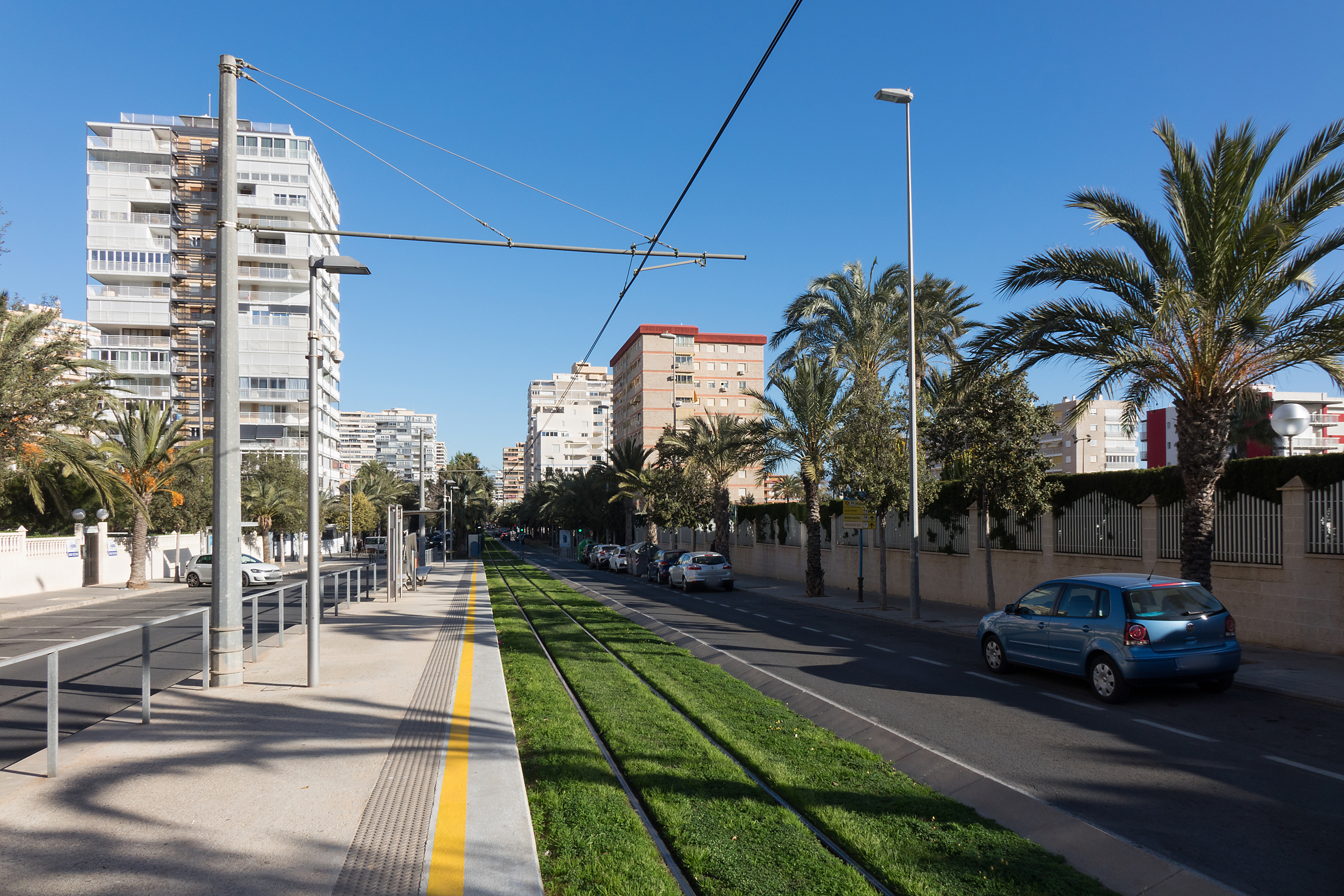
La avenida Costa Blanca en el barrio Playa de San Juan.

Tradicionalmente, se ha denominado «playa de San Juan» a toda la franja arenosa. El nombre proviene de la localidad de San Juan de Alicante, situada a poco más de un kilómetro hacia el interior, por lo que no posee ningún tramo de playa propio. De hecho, cuando Campello se segregó de Alicante, se le ofreció a San Juan poder anexionarse esta parte de la costa, pero al no ser productiva agrícolamente hablando, no se interesó por ella.
En el año 1940, el municipio de Campello decidió renombrar su tramo como playa de Muchavista. Más tarde, en 1962, cuando se estaba urbanizando toda la zona, dos delegaciones de los ayuntamientos de Alicante y Campello revisaron juntos la correcta ubicación de los mojones separadores.
En los primeros años del siglo XX, la playa de San Juan era un lugar sin interés para los pobladores. Solamente, en la celebración de San Jaime y otras fechas próximas, los campesinos se acercaban con sus carros hasta el arenal y allí organizaban una estancia festiva y de baño en el mar.
A partir de la segunda década del siglo XX, los industriales de Alcoy y Elda empezaron a construir sus casas de veraneo por la zona. Sin embargo, fue en el año 1933 cuando se pretendió lanzar el turismo en la Playa de San Juan con la construcción de una ciudad satélite, la llamada Ciudad Prieto que nunca llegaría a levantarse. Se había convocado un concurso nacional para urbanizar el entorno de forma planificada, declarando la obra de utilidad pública. El proyecto ganador fue presentado por el arquitecto Pedro Muguruza, con la pretensión de construir un complejo de viviendas con hoteles, balnearios y campos de deporte, con una franja verde en primera línea y dejando para la zona alejada de la costa las edificaciones más altas. Sin embargo, la guerra civil española paralizó la idea.
Terminada la guerra, se fue revocando el ordenamiento previsto y liberando las condiciones para urbanizar la zona, ya que las autoridades se posicionaron a favor de los propietarios de los terrenos y sus reclamaciones. De esta manera, en los años siguientes, las nuevas construcciones estuvieron orientadas por los intereses urbanísticos y sus beneficios.
En 1991, debido a la erosión y los fuertes temporales de ese año, la playa quedó en malas condiciones y con una falta grave de arena. A finales de ese mismo año, se regeneró la playa entera, con arena traída de la Sierra Helada, ocasión que se aprovechó para ampliar su superficie y llegar a una media de anchura cercana a los 90 m.

### Situación actual
En la actualidad, la playa está completamente urbanizada, tiene un paseo marítimo peatonal muy concurrido todo el año y ofrece muchos servicios a los visitantes.